# Ramsgate
Ramsgate je město a přístav v Anglii. Nachází se ve východní části hrabství Kent na břehu Severního moře. Administrativně patří do okresu Thanet. Mezi přístavem a Oostende v Belgii je pravidelné trajektové spojení. Podél pobřeží se u města táhnou písečné pláže. V roce 2001 mělo město 37 967 obyvatel. Hlavním ekonomickým příjmem města je rybolov a turistika, která sestává převážně z příjmu studentů do letních jazykových škol.